# Tuindorp (Baarn)
Tuindorp is een deel van woonwijk Eemdal in het noorden van Baarn aan de kant van de Eem. Tuindorp Eemdal, werd eind jaren negentig aangelegd. Het ontwerp is van de architect Hans Hagenbeek.
De wijk heeft een licht gebogen halfronde vorm van de aaneengesloten eengezinswoningen met een centrale vijver met zichtlijnen naar de open Eempolder.
De bebouwing heeft meest schild- en tentdaken. De gestapelde bebouwing van drie lagen staat aan de zijde van de Bestevaerweg en heeft platte daken. Er is een duidelijke samenhang van de woningen door de consequente toepassing van beige gevels met donkerblauwe speklagen, lichtblauwe kozijnen en donkere dakpannen. Door de uitstraling wordt het in de volksmond ook wel Ikeadorp of Legodorp genoemd.
Aan de zuidkant bij watersportvereniging De Eem en de oude zweminrichting is een woonwagenkamp. Dit oude zwembad was begin twintigste eeuw een geschenk van weldoener August Janssen.
Amaliapark ·
Centrum ·
Componistenwijk ·
Eemdal ·
Noordschil ·
Oosterhei ·
Pekingtuin ·
Prins Hendrikpark ·
Professorenwijk ·
Rode Dorp ·
Schilderswijk ·
Schoonoordpark ·
Staatsliedenwijk ·
Transvaalwijk ·
Tuindorp ·
Wilhelminapark ·
Zandvoort ·
Zeeheldenwijk